# Fiat Idea
Fiat Idea presenterades 2003 som årsmodell 2004 och är ett slags minibussversion av Fiat Punto. Den bygger på samma bottenplatta, men har en högre kaross. Systermodellen som utvecklades samtidigt heter Lancia Musa. Skillnaden mellan dessa är i stort sett endast kosmetisk, även om Lancian också har lite mer utrustning. Idea är strikt 5-sitsig, men har en flexibel och utrymmeseffektiv inredning; exempelvis är växelspaken placerad på instrumentbrädan för att spara plats. Huvudkonkurrenterna är närmast Ford Fusion, Hyundai Matrix, Opel Meriva och Renault Modus. Idea står i detta fall för Intelligens, Design, Emotion och Arkitektur.

## Motoralternativ
| Modell       | Årsmodell | Motor                   | Cylindervolym | Effekt | Vridmoment | Bränslesystem      |
| ------------ | --------- | ----------------------- | ------------- | ------ | ---------- | ------------------ |
| 1.2 16V      | 2004-12   | 4-cyl radmotor DOHC 16v | 1242 cm³      | 80 hk  | 114 Nm     | Bränsleinsprutning |
| 1.4 8V       | 2006-12   | 4-cyl radmotor SOHC 8v  | 1368 cm³      | 77 hk  | 115 Nm     | Bränsleinsprutning |
| 1.4 16V      | 2004-12   | 4-cyl radmotor DOHC 16v | 1368 cm³      | 95 hk  | 128 Nm     | Bränsleinsprutning |
| 1.3 Multijet | 2004-12   | 4-cyl radmotor DOHC 16v | 1248 cm³      | 70 hk  | 180 Nm     | Turbodiesel        |
| 1.3 Multijet | 2004-12   | 4-cyl radmotor DOHC 16v | 1248 cm³      | 90 hk  | 200 Nm     | Turbodiesel        |
| 1.3 Multijet | 2010-12   | 4-cyl radmotor DOHC 16v | 1248 cm³      | 92 hk  | 200 Nm     | Turbodiesel        |
| 1.6 Multijet | 2008-12   | 4-cyl radmotor DOHC 16v | 1598 cm³      | 120 hk | 300 Nm     | Turbodiesel        |
| 1.9 Multijet | 2004-08   | 4-cyl radmotor SOHC 8v  | 1910 cm³      | 101 hk | 260 Nm     | Turbodiesel        |

- Wikimedia Commons har media som rör Fiat Idea.